# Antes de Cristo
El sintagma antes de Cristo (abreviado normalmente como a. C. o a. de C.) se emplea para referirse y fechar los años y siglos anteriores a la era cristiana, que convencionalmente empieza con el nacimiento de Jesucristo.

## Abreviaturas usuales
Las abreviaturas creadas de acuerdo con las reglas de formación de abreviaturas son:
- a. C. (“antes de Cristo”), la abreviatura más utilizada.
- a. de C. (“antes de Cristo”), menos usual.
- a. de J. C. (“antes de Jesucristo”), menos usual.
- a. J. C. (“antes de Jesucristo”), la segunda abreviatura más utilizada.

## Abreviaturas erróneas
Se consideran incorrectas:[cita requerida]
- adC — Las letras a y d tendrían que estar en mayúscula: ADC, o llevar un punto después de cada elemento abreviado: a. de C.
- a.C. — Falta un espacio tras el punto de la a.
- a.J.C. — Faltan dos espacios, tras los puntos de la a y de la J.
- a. d. C. — de se ha abreviado.
- a.d.C. — Puntos sin espacio posterior y de abreviado.
- a.d.J.C. — Puntos sin espacio posterior y de abreviado.
- aec ('antes de la era cristiana') — Como acrónimo debería ir con mayúsculas (AEC), y como abreviatura podría ir con minúscula, pero requeriría puntos después de cada sigla, y espacio tras los puntos (a. e. c.).

El adecuado empleo del punto abreviativo, el espacio y la mayúscula son muy importantes debido a que ayudan considerablemente a identificar las abreviaturas, y por consiguiente a diferenciarlas inequívocamente del resto de los métodos de abreviación, así como a distinguir y entender rápida y correctamente cada uno de sus elementos.[cita requerida]

## Sistema juliano implícito
En esas fechas se utilizaba el sistema Ab urbe condita que fue posteriormente traducido al Calendario juliano proléptico. Cuando entró en vigor el calendario gregoriano las fechas anteriores a la entrada en vigor se mantuvieron como estaban. No obstante, puede ocurrir a veces que las fechas se traduzcan al Calendario gregoriano proléptico.